# São José da Boa Vista
São José da Boa Vista ist ein brasilianisches Munizip im Norden des Bundesstaats Paraná. Es hat 6.040 Einwohner (2022), die sich Boa-Vistenser nennen. Seine Fläche beträgt 400 km². Es liegt 521 Meter über dem Meeresspiegel.

## Etymologie
Der Gründer siedelte um 1848 zunächst an der Mündung des Rio Pescaria in den Itararé und gab als Verehrer des Heiligen Josef dem Ort den Namen São José do Cristianismo. Später gründete ein anderer Landbesitzer am Rio Pescaria 8 km oberhalb von São José do Cristianismo eine Siedlung, die er zur Unterscheidung São José da Boa Vista nannte.

## Geschichte

### Besiedlung
Nach mündlicher Überlieferung verließ um 1848 Domiciano Correa Machado mit seiner Frau Ana Cândida de Farias Machado, seinen Kindern und einigen Sklaven die Stadt São Caetano da Vargem Grande im Süden des Bundesstaats Minas Gerais. Ihr Ziel war die 5. Comarca von São Paulo. Hier hatte er schon von Minas Gerais aus ein Stück Land von dem Landbesetzer Manoel Lopes gekauft. 
Die Gruppe hielt zunächst im Dorf São João (heute: Itaporanga (São Paulo)) links des Rio Verde und rechts des Rio Itararé, wo sie ihren Landbesitz am linken Ufer des Itararé anzeigte. Um das gekaufte Land abzugrenzen, fuhr er mit seinen Söhnen, Sklaven und einheimischen Guarani-Indianer in Kanus den Itararé hinauf. Er war in großer Sorge, da er sich in eine neue, ihm und seinen Begleitern unbekannte Gegend begab, von der er wusste, dass er dort seine Tage bis zum Tod verbringen würde. Er fand schließlich sein Land zwischen den Flüssen Pescaria und Jaguariaíva. 
Als Verehrer des Heiligen Josef stiftete Domiciano ein Stück Land am Zusammenfluss von Pescaria und Itararé, um ein Dorf namens São José do Cristianismo zu errichten. Dieses wurde zum Zentrum der Migration der Landsleute von Domiciano Correa. Denn er reiste mehrmals nach Minas und warb mit der Fruchtbarkeit des Bodens und dem Reichtum an Fischen und Wild, um neue Einwohner zu gewinnen. 
Als die Provinz Paraná am 19. Dezember 1853 gegründet wurde, war São José do Cristianismo bereits ein kleines Dorf, das in allen Bereichen florierte und wuchs. Bei der ersten allgemeinen Volkszählung des Kaiserreichs Brasilien im Jahr 1872 wurden 3572 Einwohner gezählt, davon 3297 Freie und 275 Sklaven in 585 Haushalten. 
Obwohl das Dorf zu florieren schien, stiftete der ansässige Großgrundbesitzer Manoel Bernardino da Silva ein Stück Land am Ufer des Pescaria, etwa zwei Leguas (8 km) oberhalb von São José do Cristianismo, um dort ein neues Dorf zu gründen, das er São José da Boa Vista nannte. 
São José do Cristianismo war von Malaria verseucht, einer Krankheit, die viele Einwohner in Schrecken versetzte und tötete. São José da Boa Vista gedieh dank des besseren Klimas und der Bemühungen von Manoel Bernardino, João Malaquias da Silva und ihren Gefährten, allesamt Landbesitzer. Sein Aufschwung begann den Fortschritt von São José do Cristianismo zu überschatten, dessen Einwohner nach und nach in die neue Ortschaft umzogen, bis 1875 schließlich der Sitz des Gerichtsbezirks nach Boa Vista verlegt wurde. São José entwickelte sich gut und wurde 1897 zur Stadt erhoben.  
Die Gemeinde blühte auf, verlor aber nach der Abholzung des Landes an Kraft und geriet ins Hintertreffen. Im Jahr 1915 ließ sich der Landbesitzer Joaquim Miranda 21 Kilometer von São José da Boa Vista entfernt auf dem Gebiet der Comarca Tomazina nieder. Joaquim Miranda war der erste Bewohner der Siedlung Wenceslau Braz. Die Hauptattraktion der neuen Siedlung war die Trasse der Paranapanema-Zweigbahn, die dort vorbeiführen sollte. Diese Stadt entwickelte sich rasch, während São José da Boa Vista zunehmend an Bedeutung verlor. Der Sitz des Munizips wurde 1935 nach Wenceslau Braz verlegt. Erst 1951 wurde São José da Boa Vista zum Distrikt erhoben und 1960 wieder als selbständiges Munizip installiert.

### Erhebung zum Munizip
São José da Boa Vista wurde durch das Staatsgesetz Nr. 4.245 vom 25. Juli 1960 aus Wenceslau Braz ausgegliedert und in den Rang eines Munizips erhoben.

## Geografie

### Fläche und Lage
São José da Boa Vista liegt auf dem Segundo Planalto Paranaense (der Zweiten oder Ponta-Grossa-Hochebene von Paraná). Seine Fläche beträgt 400 km². Es liegt auf einer Höhe von 521 Metern.

### Geologie und Böden
São José da Boa Vista liegt im Gebiet der Campos cerrados, deren Böden  durch Verwitterung aus den Graniten und Sandsteinen des Brasilianischen Schildes entstanden sind. Diese Böden sind sehr alt und tiefgründig, ihre Nährstoffe sind längst ausgewaschen. Der Nährstoffmangel wird dafür verantwortlich gemacht, dass das Gebiet der Cerrados nicht von Wald, sondern von Savanne bedeckt ist.

### Vegetation
Das Biom von São José da Boa Vista ist Cerrado/Mata Atlântica.

### Klima
In São José da Boa Vista herrscht warmes, gemäßigtes Klima. Es fallen erhebliche Niederschläge (1420 mm pro Jahr). Selbst im trockensten Monat fällt eine Menge Regen. Die Klimaklassifikation nach Köppen und Geiger lautet Cfa. Im Jahresdurchschnitt liegt die Temperatur bei 20,1 °C.

### Gewässer
São José da Boa Vista liegt im Einzugsgebiet des Paranapanema am Rio da Pescaría. Dieser mündet etwa 7 km östlich des Hauptortes in den Itararé, der die östliche  Grenze des Munizips bildet.

### Straßen
São José da Boa Vista liegt an der PR-151 von Wenceslau Braz nach Sengés.

### Nachbarmunizipien
|                | Santana do Itararé                          | Riversul (SP) |
| Wenceslau Braz | Kompassrose, die auf Nachbargemeinden zeigt |               |
| Arapoti        | Jaguariaíva                                 | Sengés        |

## Stadtverwaltung
Bürgermeister: José Lazaro Ferraz, Solidariedade (2021–2024)
Vizebürgermeister: Valdelei Cardoso de Lima, Solidariedade (2021–2024)

## Demografie

### Bevölkerungsentwicklung
| Jahr | Einwohner | Stadt | Land |
| ---- | --------- | ----- | ---- |
| 1970 | 8.500     | 12 %  | 88 % |
| 1980 | 9.787     | 21 %  | 79 % |
| 1991 | 8.507     | 39 %  | 61 % |
| 2000 | 6.978     | 50 %  | 50 % |
| 2010 | 6.511     | 59 %  | 41 % |
| 2022 | 6.040     |       |      |

Quelle: IBGE (2011) und Volkszählung 2022

### Ethnische Zusammensetzung
| Gruppe * | 1991    | 2000    | 2010    | wer sich als …                                                                   |
| --- | ------- | ------- | ------- | -------------------------------------------------------------------------------- |
| Weiße | 89,2 %  | 87,7 %  | 76,3 %  | weiß bezeichnet                                                                  |
| Schwarze | 1,8 %   | 2,1 %   | 1,0 %   | schwarz bezeichnet                                                               |
| Gelbe | 0,0 %   | 0,2 %   | 0,6 %   | von fernöstlicher Herkunft wie japanisch, chinesisch, koreanisch etc. bezeichnet |
| Braune | 9,0 %   | 9,7 %   | 22,1 %  | braun oder als Mischung aus mehreren Gruppen bezeichnet                          |
| Indigene | 0,0 %   | 0,1 %   | 0,0 %   | Ureinwohner oder Indio bezeichnet                                                |
| ohne Angabe | 0,0 %   | 0,1 %   | 0,0 %   |                                                                                  |
| Gesamt | 100,0 % | 100,0 % | 100,0 % |                                                                                  |
| *) Das IBGE verwendet für Volkszählungen ausschließlich diese fünf Gruppen. Es verzichtet bewusst auf Erläuterungen. Die Zugehörigkeit wird vom Einwohner selbst festgelegt. |         |         |         |                                                                                  |

Quelle: IBGE (Stand: 1991, 2000 und 2010)